# Moov Africa Burkina Faso
Moov Africa Burkina Faso, avant 2021, Office National des Télécommunications (Onatel), est né le 19 février 1987 de la scission de l’Office des Postes et Télécommunications (OPT) du Burkina Faso.

## Historique

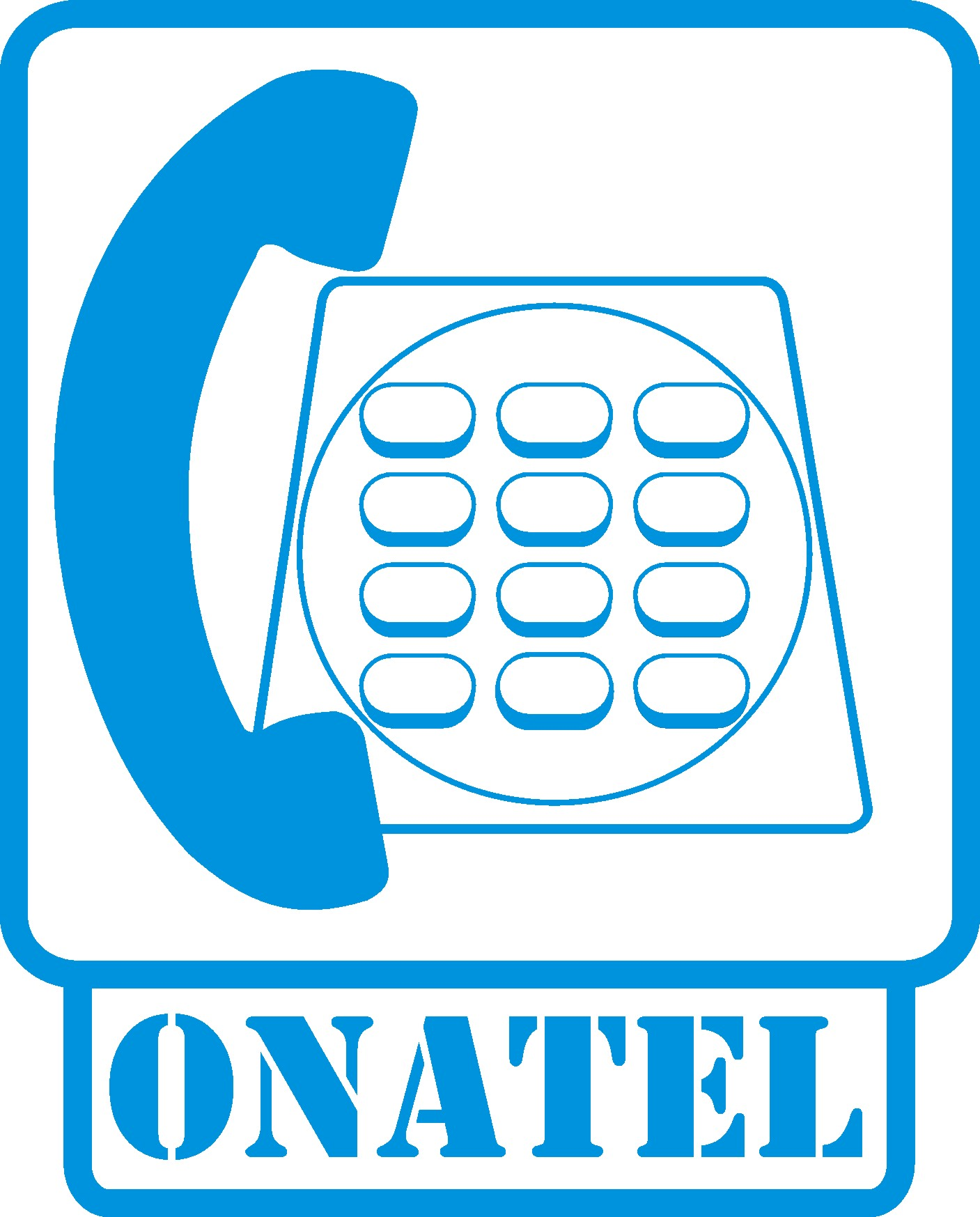
Ancienne idendité visuelle avant 2021

Le 2 novembre 1994, Onatel devient une société d'État avec un capital de 12 000 000 000 F CFA. L’entreprise détient le monopole dans le domaine des télécommunications fixes filaire au Burkina Faso. En 1996, outre la gestion du réseau de téléphonie fixe, l’Onatel crée un segment mobile « TELMOB » qui est en concurrence avec 2 autres opérateurs mobiles.
Depuis le 29 décembre 2006, le groupe Maroc Telecom est le nouvel actionnaire majoritaire de Onatel à 51 %. L’entreprise d’État Onatel devient ainsi Onatel-sa. 
Onatel-sa est la première entreprise Burkinabé cotée en bourse. L’entreprise est entrée à la Bourse Régionale des Valeurs Mobilières d’Abidjan (BRVM de l’UEMOA)  le 30 avril 2009 sous le symbole ONTBF. Les résultats opérationnels et financiers expliquent le niveau du cours ayant atteint sa plus forte croissance en décembre 2015. Le titre Onatel est parmi les plus actifs de la BRVM et est l’un des premiers à être inscrit au MSCI WAEMU.
Le 18 avril 2018, Maroc Telecom porte sa participation à 61 % du capital de la firme, une étape qui s'inscrit dans une vision commune entre l'opérateur historique marocain et l'état Burkinabé vers privatisation totale du secteur de télécommunication dans le pays.
Le 1er janvier 2021, l'identité visuelle ONATEL est remplacée par la marque Moov Africa.

## Activités
Moov Africa, est l’opérateur de télécommunications au Burkina Faso. Il est l'opérateur global de référence œuvrant dans tous les segments de télécommunications (fixe, mobile, internet et data)

### Téléphonie mobile
Moov Africa propose un service de téléphonie mobile. Ce réseau mobile de Moov Africa a été lancé le 3 décembre 1996.Premier opérateur Burkinabé pour les télécommunications mobiles, Onatel possède le plus important réseau en termes de couverture du territoire (villes et axes routiers) et en  nombre d’abonnés. Le parc mobile a atteint 8,6 millions d’abonnés au 31 décembre 2019. 
Onatel-sa détient la plus grande part de marché des télécommunications  et dispose actuellement du plus important réseau 4G au Burkina Faso.

### Fasonet
Fasonet est l’entité de Moov Africa spécialisée dans la Fourniture d'accès à Internet. Elle est le premier Fournisseur d'accès à Internet (FAI) au Burkina Faso et le gestionnaire du nœud national d'accès Internet. 
Avec un Backbone en fibre optique de plus de 4 000 km et la bande passante à l’international à travers la fibre optique sous régionale à 32.5 Gbit/s, Moov Africa se présente comme un hub pour l’acheminement du trafic dans l’espace sous régional compte tenu de sa position géographique et stratégique. Grâce à l'opérateur Moov, les clients peuvent également payer en ligne leurs factures, des achats sur internet ou parier en ligne.

### Fixe Moov Africa
La téléphonie fixe est l'activité initiale de Moov Africa. À ce jour, l’intégralité du secteur des télécommunications est ouvert à la concurrence. Le parc du fixe s’établit à 75291 lignes actives au 31 décembre 2019.